# Juste de Beauvais
Pour les articles homonymes, voir saint Juste.
Saint Juste de Beauvais (né vers 278 - mort à Saint-Just-en-Chaussée vers 287) est un martyr chrétien dont l'existence n'est connue que par la légende. Il est parfois confondu avec saint Justin de Paris. Il a été reconnu saint par l'Eglise catholique.

## Biographie
Selon la tradition populaire, Juste, âgé de neuf ans, fut dénoncé comme chrétien, alors qu'il se rendait à Amiens avec son père pour tenter de sauver un membre de leur famille emprisonné lors des persécutions ordonnées par l'empereur romain Dioclétien.
Il fut tué tandis qu'il confessait sa foi chrétienne.

## Hagiographie
Quand il fut décapité, Juste prit sa tête détachée de son corps dans ses mains et continua à parler en proclamant sa foi.
Juste de Beauvais fait partie de cette catégorie de saints dits céphalophores (« ceux qui portent leur tête »), dont la tête continue de parler après la décapitation, tel saint Denis ou saint Livier.
Ce miracle aurait eu lieu entre Beauvais et Compiègne à un endroit appelé depuis Saint-Just-en-Chaussée.

## Culte de saint Juste
Saint Juste de Beauvais est vénéré en France, en Suisse et en Belgique. Son culte s'étendit ensuite vers l'Angleterre. La ville de Winchester affirme posséder des reliques du saint, son crâne, ou un fragment de celui-ci, depuis le Xe siècle. Le diocèse de Coire en Suisse aurait aussi reçu des reliques ainsi que l'abbaye de Malmedy en Belgique. Une autre relique (crâne) se trouve à l'église Saint-Charles-Borromée d'Anvers.

## Saints homonymes
Voir Saint Juste  et Saint Just 